# Mirina christophi
Mirina christophi is een vlinder uit de familie gevlamde vlinders (Endromidae). De wetenschappelijke naam is voor het eerst geldig gepubliceerd in 1887 door Staudinger.
De soort komt voor in Europa.